# Banco de Åland
El Banco de Åland Plc (en sueco: Ålandsbanken) es un banco comercial finlandés y un grupo bancario con más de 700 empleados y operaciones en Åland, Finlandia y Suecia. El banco fue fundado en 1919 y fue listado en bolsa en 1942. El presidente y director ejecutivo (CEO) es Peter Wiklöf.

## Historia
El Banco de Åland fue fundado en 1919 y cotiza en la bolsa de Helsinki desde 1942. En la década de 1990 el Banco de Åland extendió sus operaciones a la Finlandia continental y en marzo de 2009 el banco se estableció en Suecia con la adquisición del banco islandés Kaupthing Bank Sverige AB.

### La adquisición del Kaupthing Bank Sverige AB
En octubre de 2008 Kaupthing hf en Islandia fue nacionalizado y las acciones en su subsidiaria Kaupthing Bank Sverige AB fueron tomadas por el Banco de Suecia como garantía. En marzo de 2009 el Banco de Åland Plc adquirió la mayoría de las actividades en Suecia de Kaupthing.
Banco de Åland pagó SEK 388 millones por las compañías Kaupthing Bank Sverige AB, Kaupthing Fonder AB y Alpha Management Company S.A, con una hoja de balance total de SEK 5.000 millones y un capital social de SEK 832 millones. La adquisición incluía operaciones en banca privada, gestión de patrimonios e inversión de capitales. La mayor parte de las compañías de crédito no fueron incluidas en el acuerdo, y fueron transferidas a la compañía matriz Kaupthing hf. El apoyo a la liquidez del Kaupthing Bank Sverige AB recibida por parte del Banco de Suecia en otoño de 2008 fue levantada en su totalidad. Kaupthing Bank Sverige AB cambió su nombre a Ålandsbanken Sverige AB.

## Actividades
El Banco de Åland tiene 30 oficinas a lo largo de Finlandia y Suecia, y el número de clientes minoristas y de banca privada está en torno de los 90.000. En Finlandia, el Banco de Åland es un banco de servicio integral centrado en banca privada y banca premium. La subsidiaria sueca, Ålandsbanken Sverige AB, tiene como áreas de negocio principales la banca privada, la gestión de activos y la gestión de capitales inversores.
El Banco de Åland tiene 19 sucursales en la Islas Åland. Las oficinas en la Finlandia continental están localizadas en Helsinki, Espoo, Turku, Parainen, Tampere y Vaasa. En Suecia, las oficinas se localizan en Estocolmo, Gotemburgo y Malmö.
El Grupo Banco de Åland incluye el 100 por ciento de la compañía Crosskey Banking Solutions Ab Ltd, que es un proveedor de soluciones bancarias nórdico con 150 empleados y oficinas en Mariehamn, Estocolmo, Helsinki y Turku. Otras subsidiarias son Ålandsbanken Fonder AB, Ålandsbanken Fondbolag Ab, Ålandsbanken Asset Management Ab, Ålandsbanken Equities Ab, Alpha Management Company S.A. y Ab Compass Card Ltd Oy.
La sede del grupo se localiza en Mariehamn en las Islas Åland. La sede principal en Suecia ocupa seis plantas del edificio Stureplan, construido entre 1893-1895, en el centro de Estocolmo.

## Reconocimientos
- Índice del cliente Index 2009 | Banco de Åland tiene los clientes más leales de Finlandia.
- Euromoney 2009 | Banco de Åland tiene la mejor relación con el cliente en Finlandia y el segundo mejor banco de Finlandia en banca privada.